# I Got You (I Feel Good)
I Got You (I Feel Good) – singel amerykańskiego piosenkarza Jamesa Browna wydany w 1965 roku.

## Lista utworów
- Płyta gramfonowa (1965)[1]

1. „Got You (I Feel Good)” – 2:44
2. „I Can’t Help It (I Just Do-Do-Do)” (& The Famous Flames) – 2:35

## Notowania na listach przebojów
| Kraj              | Lista (1966/1992)   | Najwyższa pozycja |
| ----------------- | ------------------- | ----------------- |
| Stany Zjednoczone | Hot 100             | 3                 |
| Wielka Brytania   | Singles Top 200     | 29                |
| Belgia            | Ultratop 50 Singles | 49                |